# Paranecrosaurus
Paranecrosaurus is een geslacht van uitgestorven varanoïde hagedissen uit het Eoceen, fossiel gevonden in de Groeve Messel in Duitsland. De enige soort in dit geslacht is Paranecrosaurus feisti.

## Naamgeving
In 1983 benoemde Rüdiger Stritzke een Saniwa feisti op basis van een aantal uitzonderlijk goed geconserveerde skeletten uit de Messelgroeve, de beste fossielen ooit van een carnivore hagedis ontdekt. De soortaanduiding eerde wijlen de particuliere verzamelaar Otto Feist die het holotype begin jaren zeventig gevonden had en liet prepareren door R. Lanooy. Dit holotype was in 1980 gemeld in de wetenschappelijke literatuur. Al snel kwamen andere onderzoekers tot de conclusie dat de toewijzing aan dit geslacht onjuist was. Het taxon werd wel aangeduid als het 'Genus B'.
In 2021 benoemden Krister Smith en Jörg Habersetzer een apart geslacht Paranecrosaurus. De geslachtsnaam betekent 'nabij Necrosaurus', de oude naam van het geslacht Paleovaranus. In een boek uit 2018 had Smith al de combinatie Paranecrosaurus feisti gebruikt, maar zonder die formeel aan te duiden als genus nova zodat zij voorlopig een nomen nudum bleef.
Het holotype is HLMD-Me 13709, een vrijwel compleet skelet van een jong dier, bewaard met schubben op een plaat in bovenaanzicht. Het paratype is SMNK-Me 1124, een gedeeltelijk skelet van een veel groter exemplaar. Toegewezen zijn het complete, en kleinste, skelet SMF-ME 10954 en het zogenaamde Pohl-Perner-exemplaar, een skelet in particulier bezit dat het skeletje van een prooidier in de buikholte bewaart.

## Beschrijving
Het paratype SMNK-Me 1124 is het grootste bekende exemplaar met een geschatte lengte van 338 millimeter en een geschat gewicht van 759 gram.
Paranecrosaurus verschilt van directe verwanten door een hoger aantal tanden, tanden waarvan het glazuur minder naar binnen geplooid is, tanden met een rondere in plaats van lensvormige dwarsdoorsnede, het ontbreken van een middenkam op de wandbeenderen en brede troggen bij de nekkammen op het achterste schedeldak.
De schubben vallen op doordat ze bijna alle bedekt zijn door osteodermen.

## Fylogenie
Stritzke zag de soort als een lid van de Varanidae. Paranecrosaurus werd in 2021 in de Palaeovaranidae geplaatst, als zustertaxon van Paleovaranus.

## Levenswijze
Het in de buikholte aangetroffen skeletje van de hagedis Cryptolacerta hassiaca bewijst dat Paranecrosaurus een roofdier was.